# Кізімов Іван Михайлович
Кізімов Іван Михайлович (28 квітня 1928 — 22 вересня 2019) — радянський вершник.
Олімпійський чемпіон 1968 (індивідуальна виїздка), 1972 (командна виїздка) років, срібний призер 1968 року в командній виїздці, бронзовий призер 1964 року в командній виїздці.
Срібний призер Чемпіонату Європи з виїздки 1967 (індивідуальна виїздка), 1967 (командна виїздка), 1969 (індивідуальна виїздка), 1971 (командна виїздка), 1973 (командна виїздка) років, бронзовий призер 1965 (командна виїздка), 1969 (командна виїздка), 1971 (індивідуальна виїздка) років.
Чемпіон світу з виїздки 1970 року в командній виїздці, срібний призер 1974 року в командній виїздці, бронзовий призер 1966 року в командній виїздці, бронзовий призер 1970 року в індивідуальній виїздці.